# 1-я бронетанковая дивизия (Великобритания)
1-я бронетанковая дивизия (1st Armoured Division) — тактическое соединение Британской армии. Впервые сформирована в 1937 году как Мобильная дивизия. Принимала активное участие во Второй мировой войне, после чего была расформирована.

## Формирование
Дивизия была образована в ноябре 1937 года по инициативе генерала Арчибальда Монтгомери-Массингберда, начальника Имперского генерального штаба (CIGS). В то время она называлась Мобильной дивизией (The Mobile Division). Выбор командующего генерала отражал напряжённость в армии. Госсекретарь по военным вопросам Лесли Хор-Белиша (Leslie Hore-Belisha) хотел, чтобы офицер Королевского танкового корпуса был танковым офицером, поскольку главная сила дивизии — танки, а Монтгомери-Массингберд — кавалерийский офицер. Сторонники Монтгомери-Массингберда предложили, чтобы танковый элемент дивизии был сформирован из кавалерийских полков, оснащённых только лёгкими танками, и чтобы бронетанковая бригада с её более тяжёлыми танками были удалены из дивизии. Компромиссом стало назначение генерал-майора королевской артиллерии Алана Брука. Когда Брук получил повышение, его заменой стал кавалерийский офицер.
Мобильная дивизия первоначально была сформирована из 1-й и 2-й лёгких танковых бригад, 1-й армейской бронетанковой бригады, подразделений артиллерии, инженерных войск и связи. По штату в дивизии числилось 620 бронированных боевых машин, но 7 из 8 были разведывательными машинами, а некоторые были переоборудованными грузовиками. Более тяжёлые танки находились в бронетанковой бригаде, в которой находились устаревшие средние танки до тех пор, пока поставки крейсерских танков не начались в декабре 1938 года. В то же время была изменена организация дивизии:
- лёгкая бронетанковая бригада (три полка с лёгкими и крейсерскими танками);
- тяжёлая бронетанковая бригада (три полка крейсерских танков);
- группа поддержки (мотострелковый батальон, моторизованный артиллерийский полк и инженерная рота).

На практике, при недостаточном количестве крейсерских танков для оснащения дивизии, не было никакой разницы по количеству и типу танков между лёгкой и тяжёлой бригадами.

## Вторая мировая война

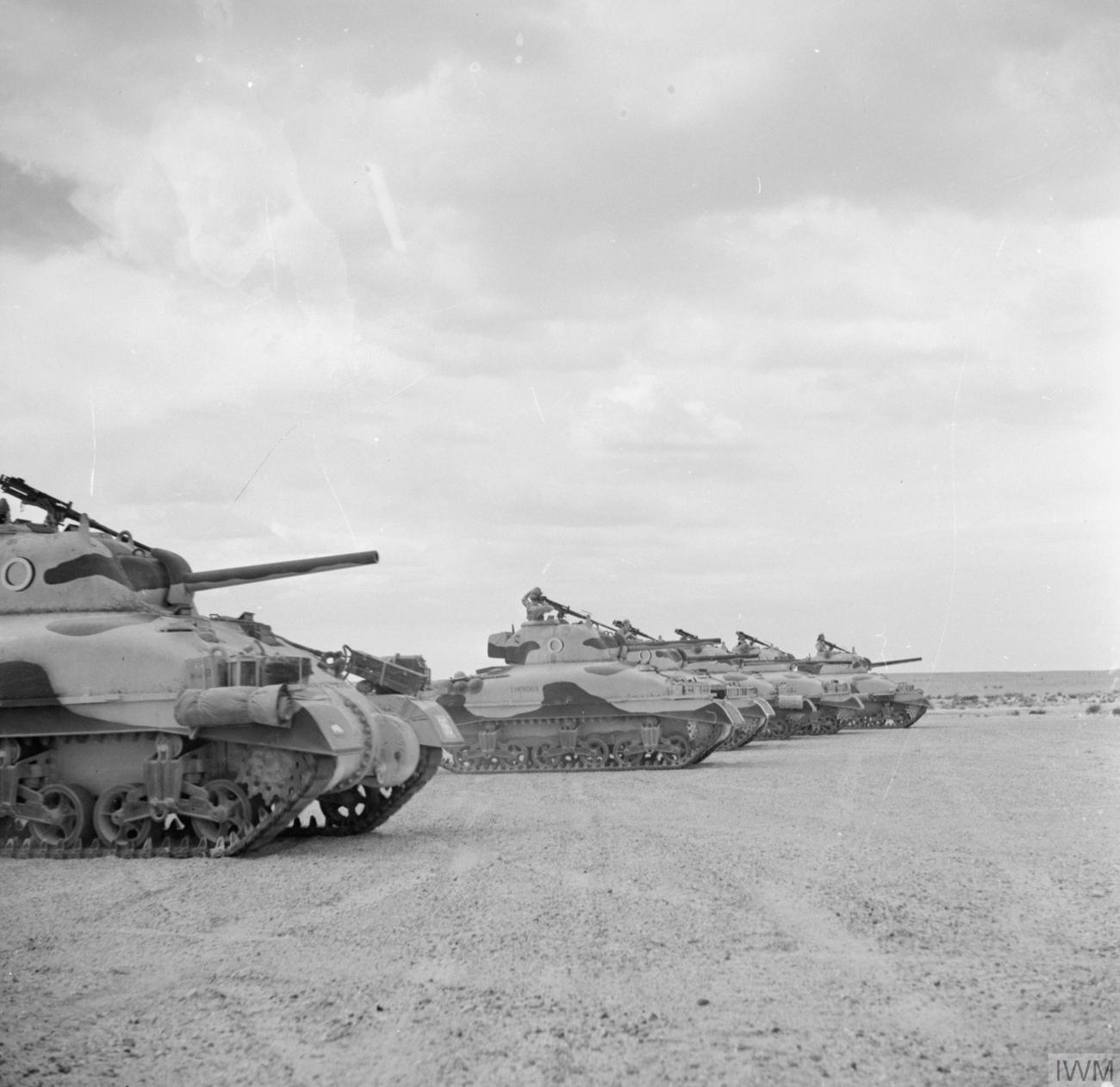
Средний танк Sherman 2-го гвардейского драгунского полка (2nd Dragoon Guards (Queen’s Bays)) в Эль-Аламейне, 24 октября 1942.

1-я бронетанковая дивизия впервые приняла участие в боевых действиях во время Второй мировой войны в неполном составе под командованием генерал-майора Роджера Эванса, когда Британские экспедиционные силы были отправлены во Францию в мае 1940 года. 1-я бронетанковая дивизия, состояла из 2-й и 3-й бронетанковых бригад, вместе с 1-й группой обеспечения (1st Support Group), не имея при этом пехоты (которая была выведена из состава дивизии в апреле для формирования 30-й пехотной бригады), высадилась во Франции 14 мая 1940 года. Понеся тяжёлые потери танков во время битвы за Францию, была эвакуирована в Англию 16 июня, сражаясь к югу от реки Сомма, будучи изолированной от других британских формирований.
До 27 августа 1941 года 1-я бронетанковая дивизия была размещена в Соединённом Королевстве в ожидании немецкого вторжения под командованием генерал-майора Уиллоуби Норри (Willoughby Norrie), который принял командование 24 августа 1940 года. Затем она была отправлена в Египет под командованием генерал-майора Герберта Ламсдена (Herbert Lumsden), куда прибыла 13 ноября 1941 года. После того, как генерал-майор Ламсден был ранен, генерал-майор Франк Мессерви принял командование в январе 1942 года, сохраняя командование до возвращения генерал-майора Ламсдена в марте. 1-я бронетанковая дивизия принимала участие во многих сражениях Североафриканской кампании против генерал-фельдмаршала Эрвина Роммеля по прозвищу «Лис пустыни», включая Газалу, Мерсу Матрух, первый Эль-Аламейн, второй Эль-Аламейн, Тебага-Гап, линии Марет, Акарит, Эль-Курсия и Тунис. В августе 1942 года генерал-майор Раймонд Бриггс был назначен командующим, а в июле 1943 года его сменил генерал-майор Александр Галлоуэй (Alexander Galloway).
С момента окончания Тунисской кампании в мае 1943 года, в ходе которой попало в плен англо-американцам почти 250 000 немецких и итальянских солдат, 1-я бронетанковая дивизия оставалась в Северной Африке до мая 1944 года. Дивизия, за исключением 18-й пехотной бригады (ранее 7-я моторизованная бригада), приданная временно от 1-й пехотной дивизии на плацдарме Анцио (входит в состав 1-й бронетанковой дивизии только в августе 1944), затем перешла на Итальянский фронт, прибыв в Италию в конце мая 1944 года.
Подразделение перешло под командование 5-го армейского корпуса под командованием генерал-лейтенанта Чарльза Кейтли (Charles Keightley) из 8-й полевой армии под командованием генерал-лейтенанта сэра Оливера Лиза. 1-я бронетанковая дивизия была единственной британской дивизией из шести, которая сражалась в Аламейне под управлением 8-й полевой армии, и которая снова вошла в состав действующей армии в Италии. Во время боев перед Готической линией в течение августа и сентября 2-я бронетанковая бригада понесла серьёзные потери в танках в битве при Кориано, а 2-й гвардейский драгунский полк (конники королевы) (2nd Dragoon Guards (Queen’s Bays)) потеряла 31 танк из 52. Генерал-майор Ричард Халл (Richard Hull), которому было всего 37 лет и который в течение трёх месяцев стал начальником Генерального штаба, принял командование британскими силам в этот период проведения кампании в августе 1944 года. Вскоре после этого дивизия была разбита, из-за отсутствия достаточного количества резерва для замены пострадавших; 2-я бронетанковая бригада в дальнейшем действовала как самостоятельная бригада, 18-я пехотная бригада была разбита и использовалась для восполнения потерь в других британских дивизиях, в основном для 46-й и 56-й пехотных дивизий. Дивизия была официально расформирована 11 января 1945 года.

## Состав
- 2-я бронетанковая бригада (2nd Armoured Brigade)
  - 2-й драгунский гвардейский полк (Её Величества гнедые) (2nd Dragoon Guards (Queen’s Bays))
  - 9-й Её Величества королевский уланский полк (9th Queen’s Royal Lancers)
  - 10-й королевский гусарский полк (10th Royal Hussars)
  - Собственный Её Величества йоркширский драгунский полк (Queen’s Own Yorkshire Dragoons)
  - 1-й батальон Стрелковой бригады (7th Battalion, Rifle Brigade)
- 7-я моторизованная бригада (7th Motor Brigade) (23 сентября 1942 — 19 июля 1943)
  - 2-й батальон Его Величества королевского стрелкового корпуса (2nd Battalion, King’s Royal Rifle Corps)
  - 2-й батальон Стрелковой бригады (2nd Battalion, Rifle Brigade)
  - 7-й батальон Стрелковой бригады (7th Battalion, Rifle Brigade)
- 8-я бронетанковая бригада (8th Armoured Brigade) (в составе дивизии 30 октября — 4 ноября 1942)
  - Шервудские рейнджеры-йомены (Sherwood Rangers Yeomanry)
  - Стаффордширские йомены (Staffordshire Yeomanry)
  - 3-й королевский танковый полк (3rd Royal Tank Regiment)
  - 1-й батальон Королевского восточнокентского полка (1st Battalion, Buffs (Royal East Kent Regiment))
- Подразделения дивизионного подчинения (Divisional troops)
  - 2-й полк Королевской конной артиллерии (2nd Regiment, Royal Horse Artillery)
  - 4-й полк Королевской конной артиллерии (4th Regiment, Royal Horse Artillery)
  - 11-й полк Королевской конной артиллерии (Почётная артиллерийская рота) (11th Regiment, Royal Horse Artillery (Honourable Artillery Company))
  - 76-й (Королевские валлийские фузилёры) противотанковый полк Королевской артиллерии (76th (Royal Welch Fusiliers) Anti-Tank Regiment, Royal Artillery)
  - 42-й лёгкий зенитный полк Королевской артиллерии (42nd Light Anti-Aircraft Regiment, Royal Artillery)
  - 1-й полевой эскадрон Королевских инженеров (1st Field Squadron)
  - 7-й полевой эскадрон Королевских инженеров (7th Field Squadron)
  - 1-й полевой парковый эскадрон Королевских инженеров (1st Field Park Squadron)
  - Подразделение связи (1st Armoured Division Signals)
  - 12-й королевский уланский полк (12th Royal Lancers)

- 2-я бронетанковая бригада (бригада выводилась из состава дивизии в период 5—7 июня и 11—12 июня 1944) (2nd Armoured Brigade)
  - 2-й драгунский гвардейский полк (Её Величества гнедые) (2nd Dragoon Guards (Queen’s Bays))
  - 9-й Её Величества королевский уланский полк (9th Queen’s Royal Lancers)
  - 10-й королевский гусарский полк (10th Royal Hussars)
  - 1-й батальон Его Величества королевского стрелкового корпуса (1st Battalion, King’s Royal Rifle Corps)
- 43-я полумоторизованная гуркхская бригада (назначен 21 июля, но присоединился только 2 августа 1944) (43rd Gurkha Lorried Infantry Brigade)
  - 2-й батальон 6-го Собственного Её Величества королевы Елизаветы полка гуркхских стрелков (2nd Battalion, 6th Queen Elizabeth’s Own Gurkha Rifles)
  - 2-й батальон 8-го полка гуркхских стрелков (2nd Battalion, 8th Gurkha Rifles)
  - 2-й батальон 10-го полка Собственных принцессы Марии гуркхских стрелков (2nd Battalion, 10th Princess Mary’s Own Gurkha Rifles)
- 66-я пехотная бригада (20 июля — 12 августа 1944) (66th Infantry Brigade)
  - 2-й батальон Королевских шотландцев (2nd Battalion, Royal Scots)
  - 1-й батальон Хартфордширского полка (1st Battalion, Hertfordshire Regiment)
  - 11-й батальон Ланкаширского фузилёрного полка  (11th Battalion, Lancashire Fusiliers)
- 18-я пехотная бригада (с 17 августа 1944) (18th Infantry Brigade)
  - 1-й батальон Королевского восточнокентского полка (1st Battalion, Buffs (Royal East Kent Regiment))
  - 9-й батальон Собственного Его Величества йоркширского лёгкого пехотного полка (9th Battalion, King’s Own Yorkshire Light Infantry)
  - 14-й батальон Шервудских егерей (14th Battalion, Sherwood Foresters)
- Подразделения прямого подчинения (Divisional troops)
  - 23-й полевой полк Королевской артиллерии (23rd Field Regiment)
  - 60-й противотанковый полк Королевской артиллерии (60th Anti-tank Regiment)
  - 42-й лёгкий зенитный полк Королевской артиллерии (42nd Light Anti-Aircraft Regiment)
  - 2-й полк Королевской конной артиллерии (с 23 августа 1944) (2nd Regiment (from 23rd August))
  - 11-й (почётная артиллерийская рота) полк Королевской конной артиллерии (11th (Honourable Artillery Company) Regiment)
  - 1-й полевой эскадрон Королевских инженеров (1st Field Squadron)
  - 7-й полевой эскадрон Королевских инженеров (до 20 августа) (7th Field Squadron (until 20 August))
  - 622-й полевой эскадрон Королевских инженеров (622nd Field Squadron)
  - 627-й полевой парковый эскадрон Королевских инженеров (с 21 августа 1944) (627th Field Squadron (from 21 August))
  - 1-й полевой парковый эскадрон Королевских инженеров (до 25 августа 1944) (1st Field Park Squadron (until 25 August))
  - 631-й полевой парковый эскадрон Королевских инженеров (с 26 августа 1944) (631st Field Park Squadron (from 26 August))
  - 27-я мостовая рота (27th Bridging Troop)
  - Связисты Королевского корпуса связи (1st Armoured Divisional Signals, Royal Corps of Signals)
  - 4-й Собственный Её Величества гусарский полк (4th Queen’s Own Hussars) (войсковая разведка)